# ماونت اسویج (مریلند)
ماونت اسویج (به انگلیسی: Mount Savage) یک محدوده ثبت‌نشده در ایالات متحده آمریکا است که در شهرستان الیگنی، ایالت مریلند است و جمعیت آن در سرشماری سال ۲۰۱۰ میلادی، ۸۷۳ نفر بوده‌است.